# Mercado navideño

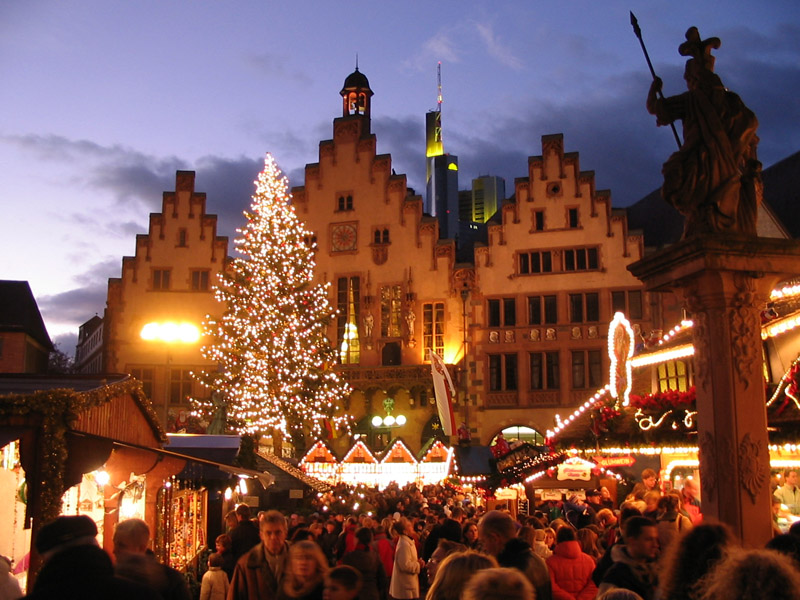
Mercado navideño en Fráncfort del Meno.

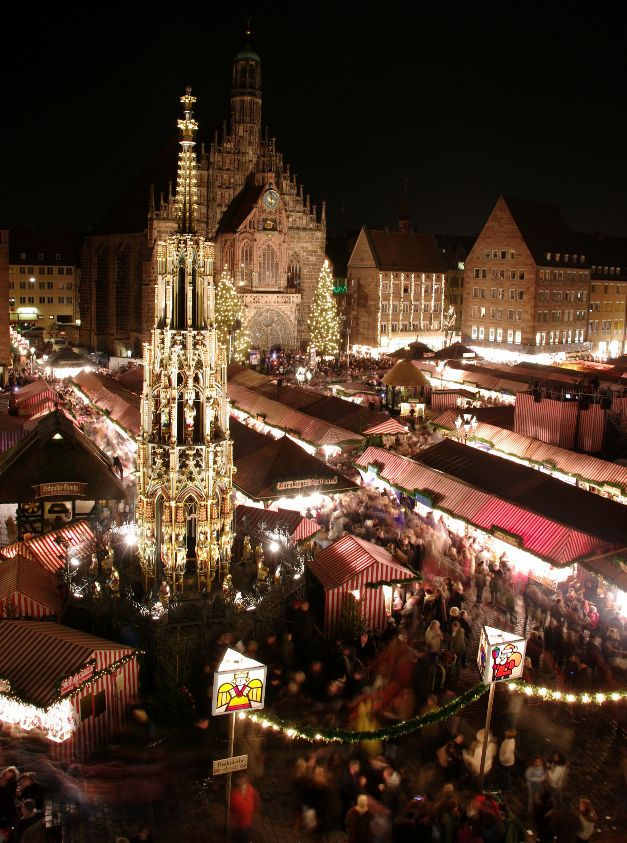
Mercado navideño en Núremberg.

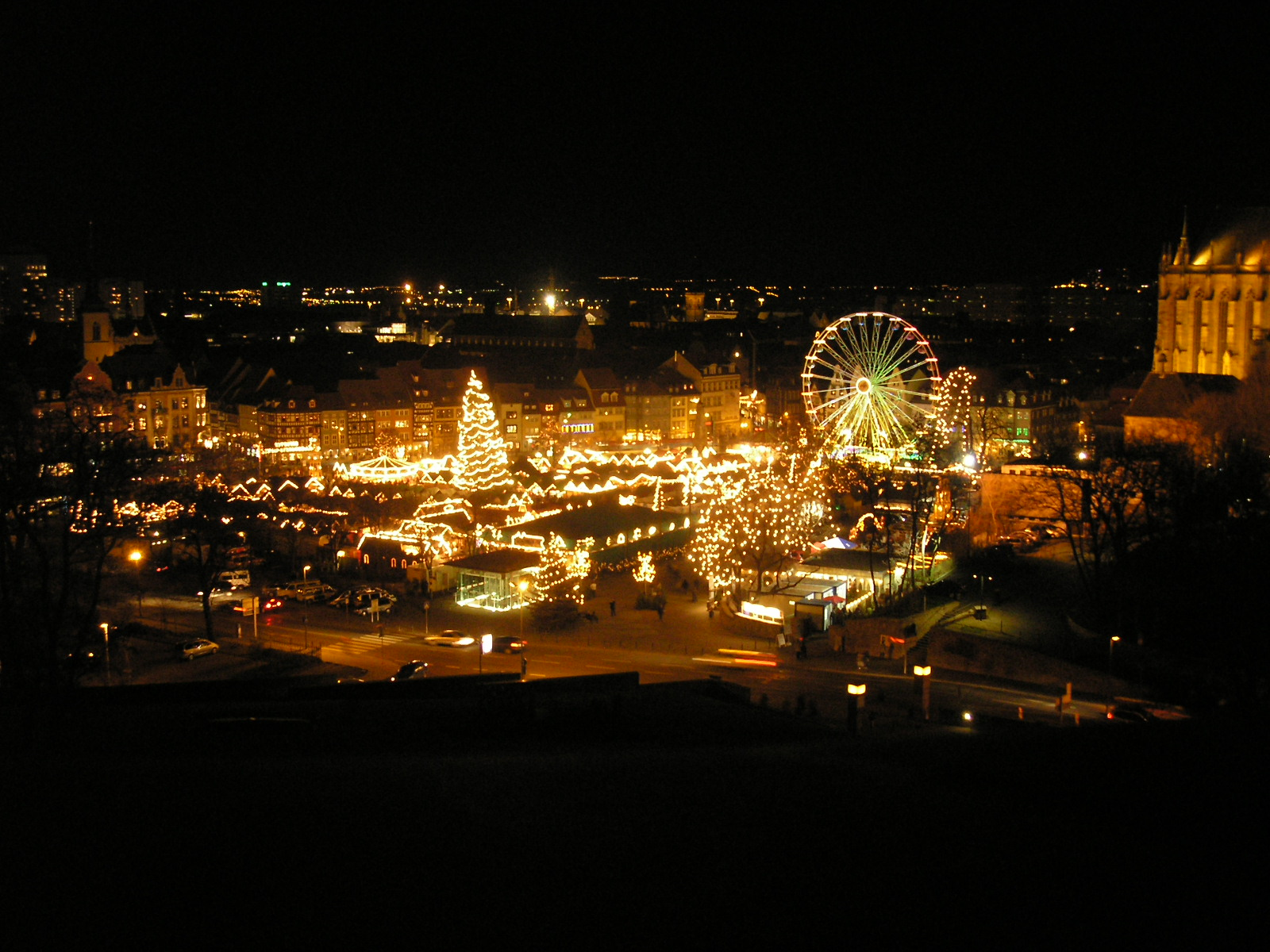
Mercado navideño en Erfurt.

En casi todos los pueblos y ciudades de Alemania, Austria, Polonia y Francia se colocan tradicionalmente mercados navideños durante la época del Adviento y reciben el nombre de Weihnachtsmarkt, aunque en ciertos lugares tradicionalmente son llamados «mercado de Adviento» o «mercados del niño Dios» (traducción literal de Christkindlmarkt). Antiguamente servían estos mercados de un lugar cálido al principio del invierno para dar cobijo a los habitantes del lugar, con el tiempo se convirtieron en un elemento fijo de la celebración navideña; para el día de la Navidad ya están cerrados la mayoría de estos mercados.

## Imagen tradicional de un mercado navideño
Un mercado navideño típico está compuesto de puestos o portales de venta en la calle o en la plaza del lugar, comúnmente frente a lugares históricos o de comercio público. Allí se pueden comprar elementos culinarios típicos como el lebkuchen, crepas, spekulatius, panqués, diversas golosinas como figuras de chocolate, algodón de azúcar, nueces tostadas, castañas calientes, salchichas con pan, hígado encebollado, patatas al horno y otras especialidades. Como remedio contra el frío se vende también Glühwein, que es una preparación de vino tinto y especias y se toma caliente, ponche, Feuerzangenbowle y Glühmost (en Austria). También se ofrecen, sin embargo, bebidas frías como cervezas que se venden solo en Navidad como la Bockbier. La mayoría de las regiones poseen sus propias especialidades navideñas, pero algunos artículos son obligatorios y presentes en todo mercado navideño, como: artículos alusivos a la Navidad, adornos para el árbol de Navidad, esferas navideñas, coronas de Adviento, manualidades, cascanueces, figuras de fumadores.
La mayoría de los mercados navideños poseen también un programa cultural. Para los niños son comunes las representaciones de San Nicolás o del niño Dios, que reparten regalos para los presentes y raras veces aparecen otro tipo de figuras navideñas (como representaciones de cuentos). En algunos mercados navideños existen nacimientos (Belenes) vivientes con burros, ovejas, cabras, etc. en un escenario diseñado para la ocasión, como lo puede ser un balcón del registro civil o una casita diseñada para ello.
Lo que da un toque especial al mercado navideño es la iluminación en oposición a la oscuridad generalizada y los primeros copos de nieve del invierno.
En las grandes ciudades los mercados navideños son diseñados por profesionales. Sin embargo, existen muchos mercados independientes organizados por grupos de beneficencia donde se ofrecen también artesanías o productos de bajo precio, donde las ganancias son donadas con fines caritativos.

## Grandes mercados de Alemania

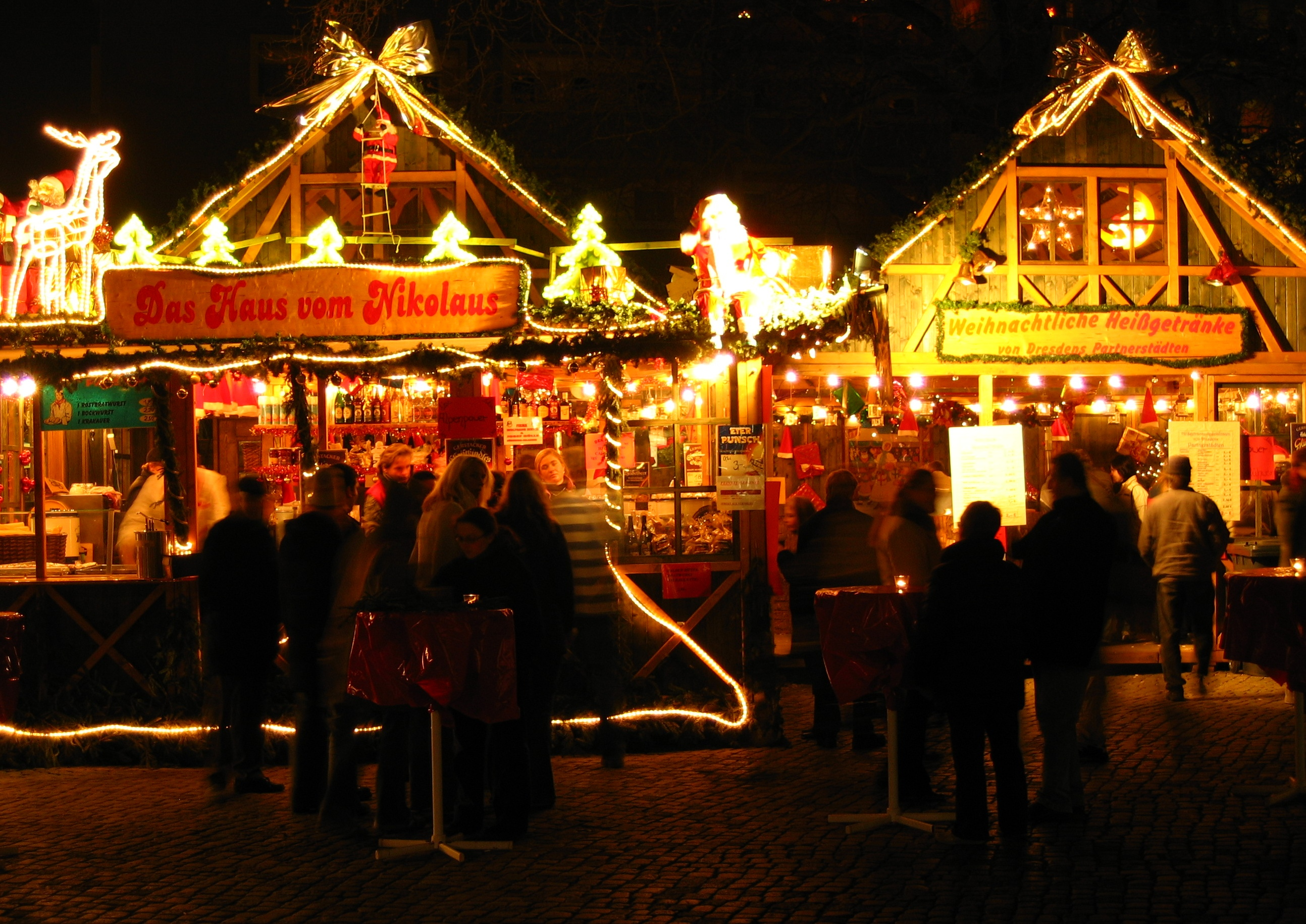
Mercado navideño en Dresde, Striezelmarkt.

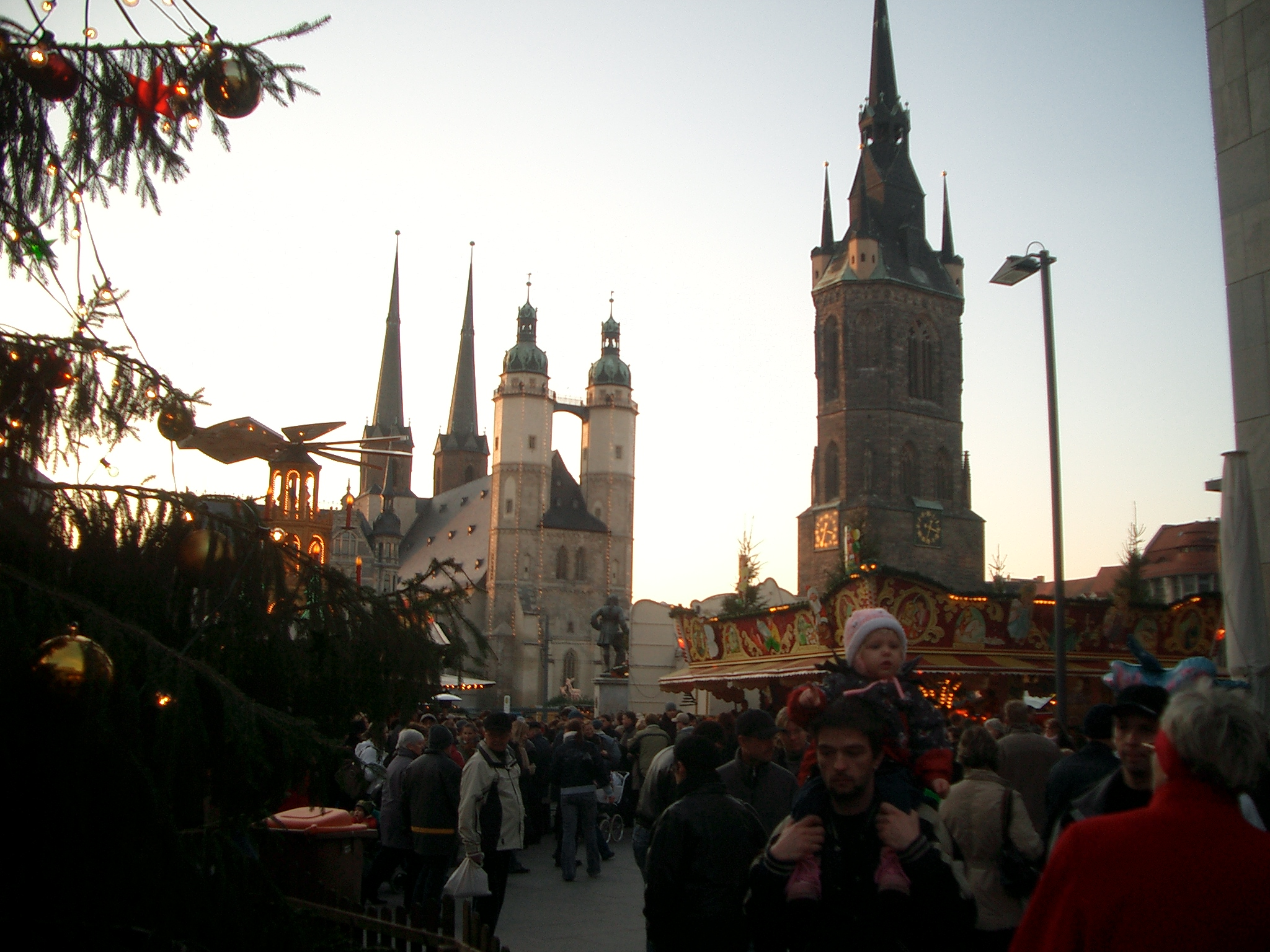
Mercado navideño de Halle.

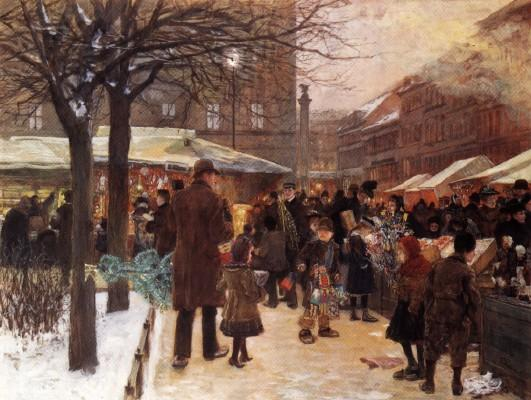
Franz Skarbina: Mercado navideño en Berlín, 1892.

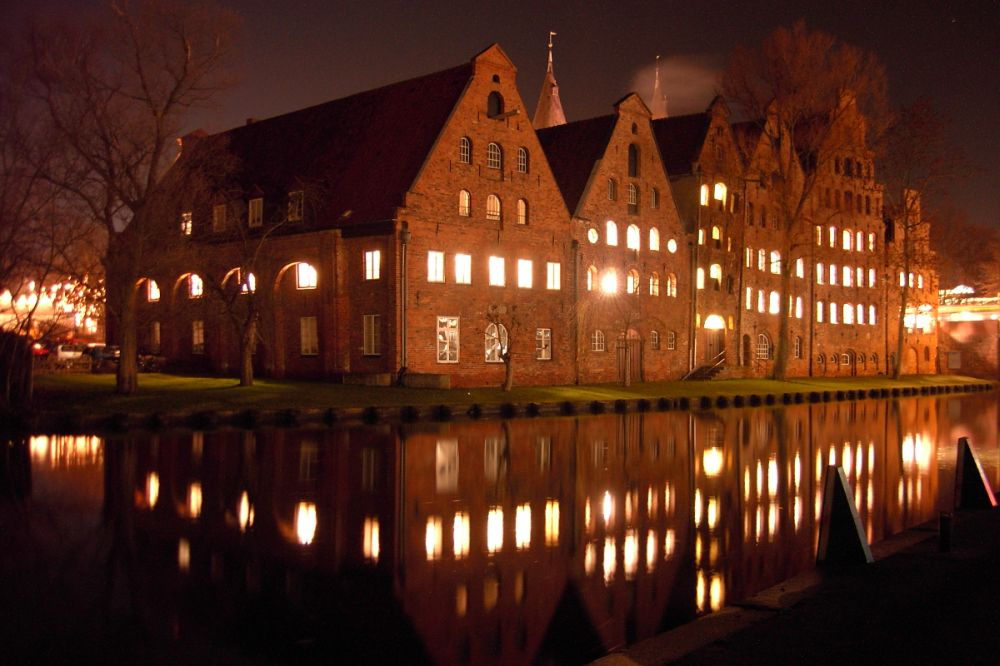
Centro histórico de Lübeck

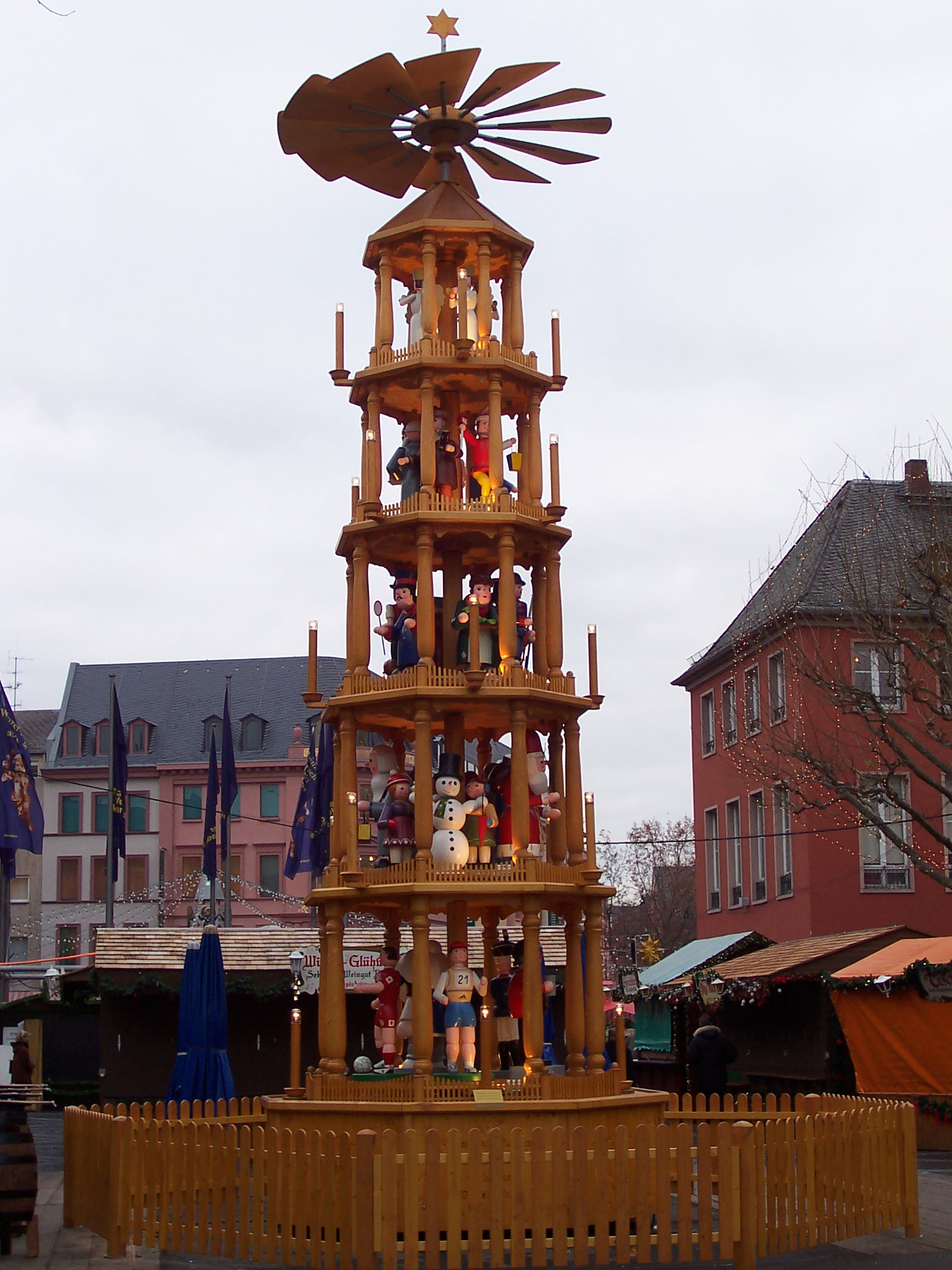
Mercado navideño cerca la catedral de Maguncia

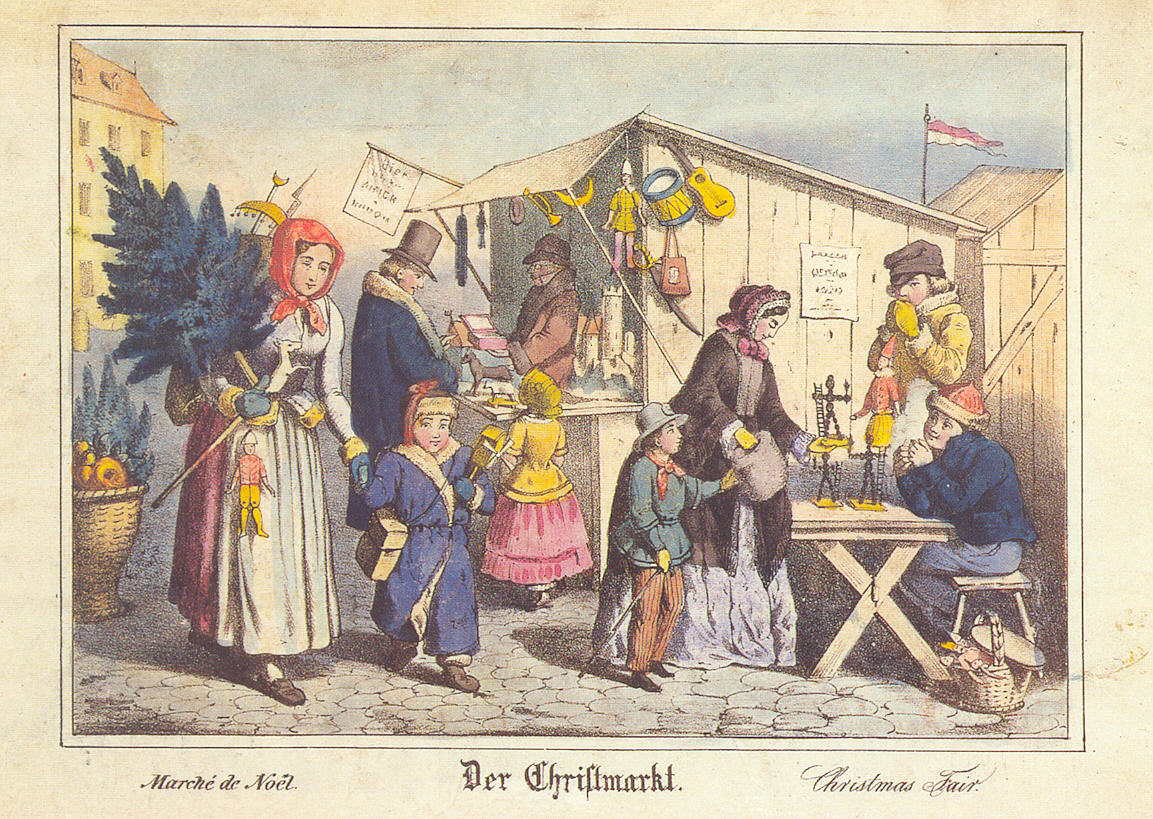
Mercado navideño de Núremberg en el

### Augsburgo
El mercado navideño de Augsburgo data de 1498. Se realiza en la plaza del ayuntamiento, y es famoso por el espectáculo de ángeles que tiene lugar desde las ventanas del Ayuntamiento, los viernes, sábados y domingos a las 18:00. Las ventanas del ayuntamiento se convierten entonces en un gigante calendario de Adviento en el que aparecen ángeles, que son representados por niños de Augsburgo.

### Colonia
De los cinco mercados navideños de Colonia el más famoso y grande es el mercado navideño de la catedral de Colonia, con casi 5 millones de visitantes. Se extiende por el atrio de la catedral en la plaza Roncalliplatz y tiene 160 puestos de venta con las diferentes opciones y oferta de artículos hechos a mano y gastronomía internacional, lo que lo ha hecho famoso. A través de mensajes SMS pueden participar las personas para encender el árbol navideño. Otros mercados navideños en Colonia son: Neumarkt, Alter Markt, Rudolfsplatz, Mittelalterlicher Weihnachtsmarkt am Schokoladenmuseum.

### Dresde
Uno de los más conocidos es el Striezelmarkt, que tiene lugar en la plaza de Altmarkt y posee cerca de 250 puestos.

### Fráncfort del Meno
El mercado navideño de Fráncfort se mencionó por primera vez en 1393. Se lleva a cabo en el centro de la ciudad, conocido como Römerberg, y en las calles y plazas adyacentes. Se compone de más de 200 puestos. Con cerca de tres millones de visitantes, es uno de los mayores mercados de Navidad en Alemania.

### Halle
En Halle (Saale) el mercado navideño ofrece figuras tradicionales hechas a mano por los habitantes de las montañas de Harz.

### Leipzig
Es el segundo mercado navideño más antiguo de Alemania y uno de los más pintorescos. Posee cientos de tiendas muy bien ornamentadas y representa un paseo típico en esta época. Es típico ver a cientos de turistas tomando Glühwein en las calles, niños en las calesitas y juegos infantiles y escuchar a los niños del Coro de la Iglesia de Santo Tomás, otrora dirigido por Bach.

### Múnich
No se puede decir que haya un solo mercado de Navidad en Múnich, ya que casi cada barrio tiene el suyo propio. Evidentemente el más extenso es el que tiene el centro en la plaza del ayuntamiento, pero hay otros como el de la Sendlingertor que es más familiar. Últimamente también existía un mercado de Navidad medieval en Wittelsbacherplatz.

### Núremberg
En Núremberg, el Christkindlesmarkt consta de una gran parte tradicional en el Hauptmarkt (mercado principal) y varios mercados más pequeños repartidos por el casco antiguo. Dos de ellos son, por ejemplo, Kinderweihnacht (la Navidad infantil) o Partnerstädtemarkt (el mercado de los pueblos gemelos). En el distrito de Gostenhof, también se lleva a cabo un mercado navideño en Veit-Stoß-Platz desde hace algunos años. También hay muchos mercados navideños más pequeños en toda la ciudad.

### Otros mercados navideños famosos
- Aquisgrán.
- Bautzen: desde 1384.
- Berlín.
- Bremen.
- Dinkelsbühl.
- Dortmund.
- Essen.
- Esslingen am Neckar.
- Lübeck.
- Ludwigsburg.
- Maguncia.
- Münster.
- Maulbronn.
- Ophoven.
- Osnabrück.
- Rostock.
- Rothenbuch.
- Siegburg.
- Soest.
- Sommerhausen.
- St. Wendel.
- Tréveris.
- Ulm.

## En España
Con motivo de las fiestas navideñas son muchos los mercadillos navideños que se realizan a lo largo y ancho de la geografía española. Uno de los más antiguos de España es el que se celebra en la plaza de la catedral de Barcelona, que funciona al menos desde 1786; se le llama "Fira de Santa Llúcia"  (Feria de Santa Lucía), y se llama así porque antiguamente empezaba el día de dicha santa, el 13 de diciembre, ahora se inaugura los últimos días de noviembre hasta el 23 de diciembre.
Otro de los más señalados es el de la Plaza Mayor de Madrid, donde se pueden encontrar todo tipo de adornos navideños, en especial sus figuras artesanales para belenes, y productos típicos. Asimismo, en el centro histórico de esta ciudad se celebran otros mercadillos como el dedicado a productos de broma.
En Torrente (Valencia) se celebra un mercadillo navideño en la Plaza Mayor compuesto por unas 20 casetas de madera al estilo de los mercados navideños alemanes. En este mercadillo podemos encontrar productos tradicionales, artesanales, navideños, entre otros, además de actividades y atracciones para los más pequeños.
En Sevilla es típico el mercadillo navideño con artículos relacionados con la tradición belenística española. Generalmente se instala en la Plaza de San Francisco (junto al Ayuntamiento), pero en los últimos años se ha instalado en los alrededores de la Catedral.
Y como novedad, en las navidades de 2011 a 2012, en la ciudad madrileña de Alcalá de Henares, se ha incorporado un mercado navideño en la plaza Cervantes.
Desde las Navidades de 2013, en Gijón se instala un mercadillo navideño a la imagen de los mercadillos centroeuropeos. Se instalará en el céntrico Paseo de Begoña siguiendo la temática de los cuentos navideños, con casitas de madera decoradas con motivos de Navidad. En él se podrán encontrar productos típicos de Navidad, adornos, regalos... además de realizar degustaciones de postres y dulces típicos, vino caliente, etc.

## Diversos países

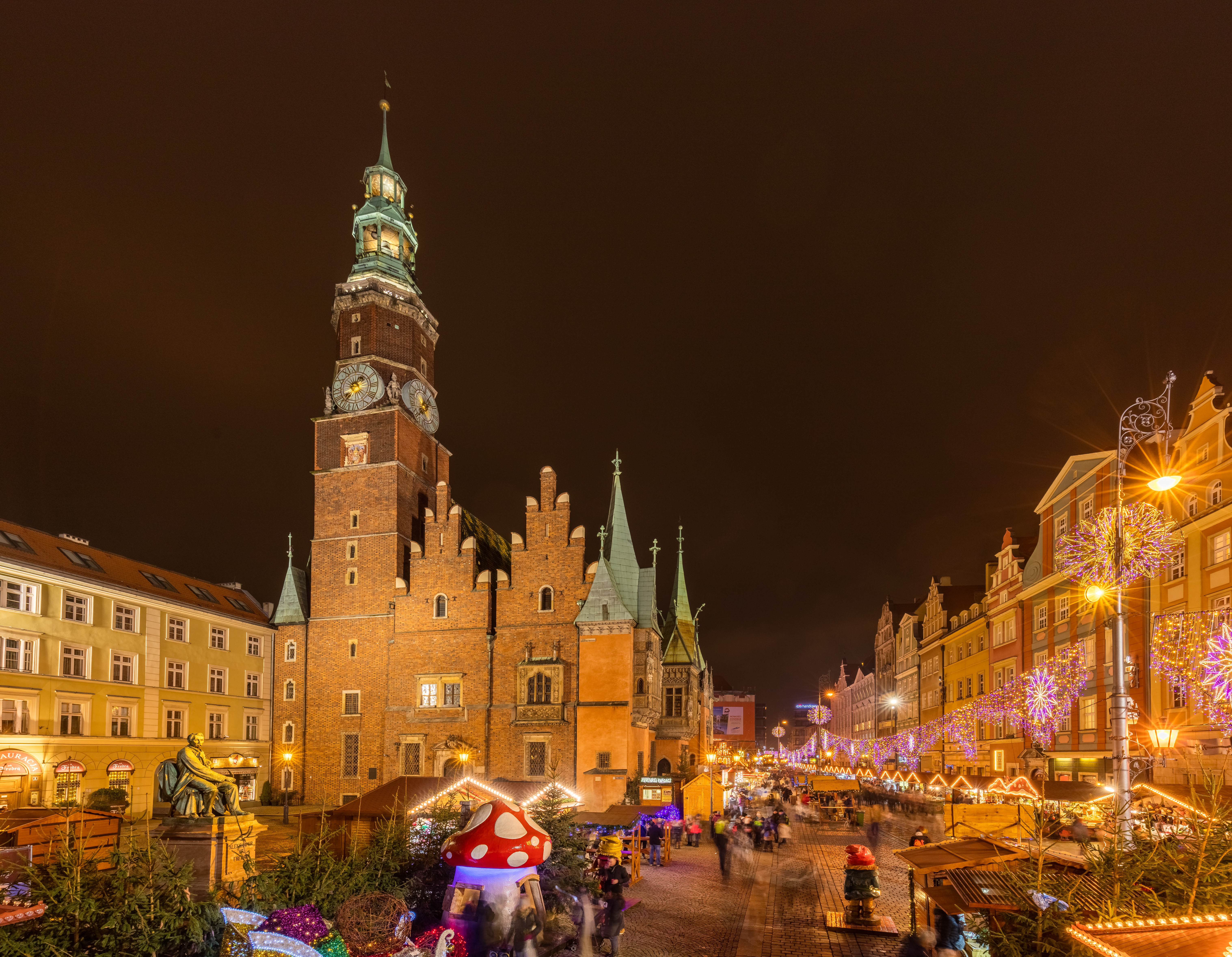
Mercado de Navidad, Plaza del Mercado, Breslavia, Polonia.

Existen mercados navideños tradicionales también en Luxemburgo, Alsacia y Lorena. El mercado navideño más grande del mundo fuera de Alemania es el de Estrasburgo desde 1570. El concepto del mercado navideño ha sido copiado en tiempos recientes en países de habla inglesa, conocidos como mercado navideño alemán en Chicago (desde 1995), Denver (1999), Birmingham (1997), Brístol (1998), Mánchester (1999), Edimburgo (2000), Leeds, Nottingham y Kingston upon Thames. El mercado navideño más grande fuera de Alemania y Austria es el Frankfurt Christmas Market, en la ciudad de Birmingham, con cerca de 80 puestos y con el estilo tradicional alemán.

## Souvenirs
En los últimos años también ha pasado a formar parte de algunos mercados navideños la venta de Glühwein en tazas conmemorativas del mercado navideño específico, así como del año del mismo. Algunos alemanes han comenzado a coleccionarlas y los extranjeros también las adquieren como recuerdo de su visita.